# 苇河镇
苇河镇是中国黑龙江省哈尔滨市尚志市下辖的一个镇，由流经镇内的苇沙河而得名。